# 段獻增
段獻增，雲南省雲南府安寧州（今安寧市）人，清朝政治人物，光緒進士。
光緒二十四年（1898年）進士。光緒二十九年（1903年），任盐山縣知县。光緒三十一年（1905年）受直隶总督袁世凯委派赴日考察3个月。三十二年，续任盐山知县，三十三年，曾因调考日本宪法与法政丛编粹编等书而写禀请求解任，后为天津友人函劝中止，却终因获罪上官而去任，其后不详。所著《东邻观政日记》即《三岛雪鸿》，光绪三十四年由京华印书局印刷出版。